# Васильев, Фёдор Александрович
Фёдор Алекса́ндрович Васи́льев (10 [22] февраля 1850, Гатчина — 24 сентября [6 октября] 1873, Ялта) — русский живописец-пейзажист.

## Биография
На основании данных первых биографов Ф. А. Васильева принято считать (хотя документов о месте и дате его рождения не обнаружено), что он родился 10 (22) февраля 1850 года в Гатчине (ныне Ленинградская область) в семье мелкого почтового чиновника из Петербурга. В двенадцатилетнем возрасте был отдан на службу в главный почтамт, где получал 3 рубля жалованья в месяц.

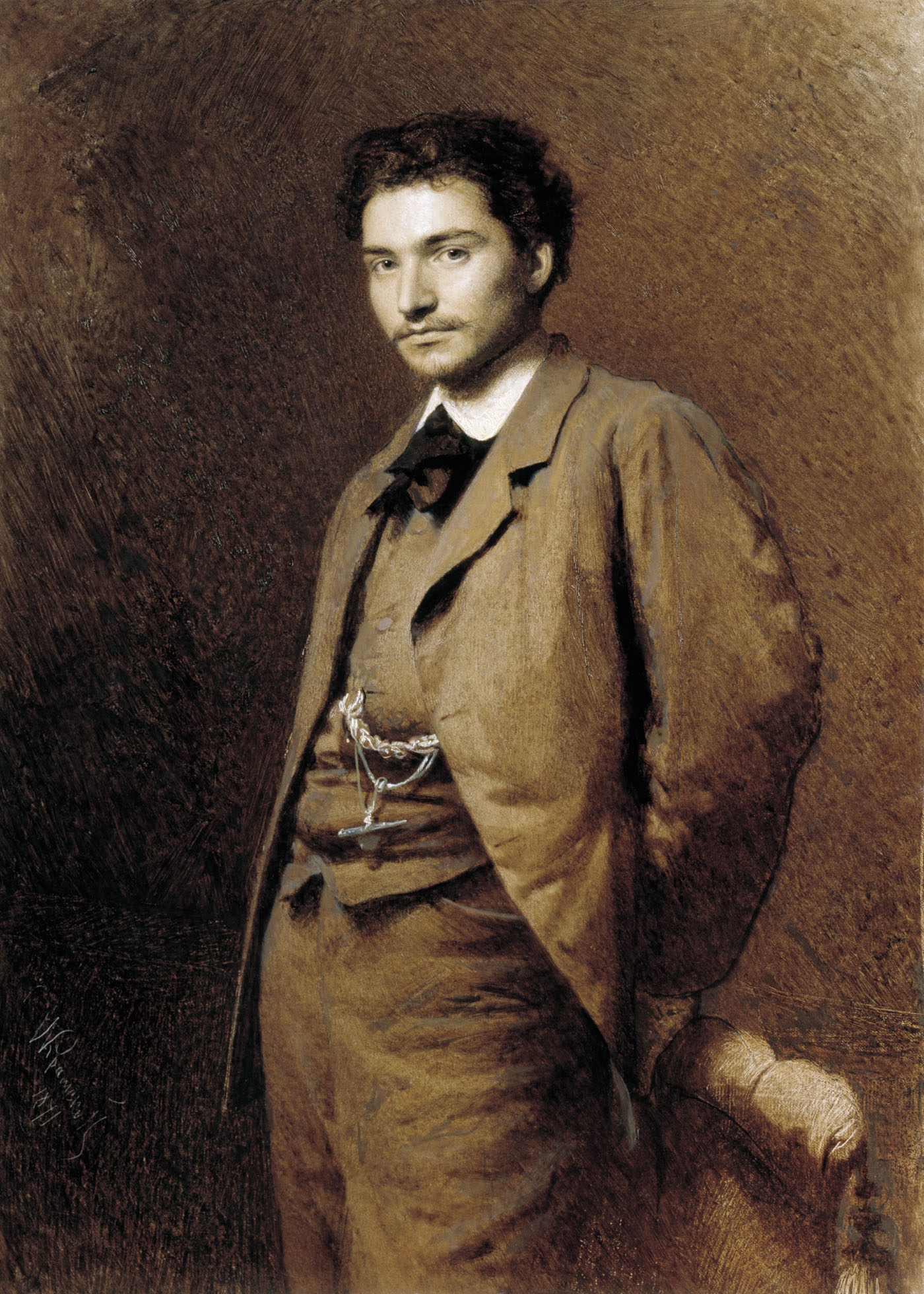
Портрет художника Ф. А. Васильева
работы И. Н. Крамского. 1871

С раннего детства проявлял способности и интерес к рисованию. Бросил службу и поступил на учёбу в Рисовальную школу Общества поощрения художеств в Петербурге (1865—1868), в это время он совмещал занятия в школе по вечерам с работой у реставратора из Академии художеств П. К. Соколова. К окончанию учёбы Васильев вошёл в среду известных художников, особенно сблизился с Крамским, а также Шишкиным, жена которого была его родной сестрой. Важным событием в этот период для юного художника стала его поездка на остров Валаам, где вместе с Шишкиным он проработал более пяти месяцев: с июня до поздней осени 1867 года. Множество сделанных там набросков и этюдов, а также законченные позднее картины («После дождя», «Деревенский двор» и «В церковной ограде Валаам», все — 1867) выявляют свойственное Васильеву лирическое восприятие русской природы. В 1869 году состоялась поездка Васильева в Тамбовскую губернию, в имение графа П. С. Строганова село Знаменское (летом), и на Украину, тоже в имение П. С. Строганова, село Хотень (осенью). Эти поездки сыграли благоприятную роль в развитии самобытного таланта художника.
В 1870 году Васильев вместе с художниками И. Репиным и Е. Макаровым предпринял поездку по Волге. Плыли по великой реке от Твери до Саратова, а творческую квартиру устроили в окрестностях самарского Ставрополя, напротив Жигулей. Масса впечатлений и множество рисунков от этого волжского лета послужило основой для ряда картин, наиболее значимые из которых — «Вид на Волге. Барки» и «Волжские лагуны». В этих работах в полной мере проявились блестящее восприятие цвета живописцем, богатство его палитры. По возвращении из поездки Васильев создаёт «Оттепель». Картина сразу стала событием русской художественной жизни. Её авторское повторение, в более тёплых тонах чем первый вариант, было показано на всемирной выставке 1872 году в Лондоне.
Во время работы над картиной «Оттепель», зимой 1870 года, Васильев сильно простудился, у него обнаружился туберкулёз. По предложению графа П. С. Строганова художник провёл лето 1871 года в его имениях в Харьковской и Воронежской губерниях, но так и не вылечился.
Общество поощрения художеств дало ему средства для поездки в Крым (ещё до отъезда Васильев был зачислен вольноприходящим учеником Академии художеств и получил звание художника первой степени с условием выдержать экзамен из научного курса). В Ялте Васильев провёл последние два года своей жизни, дом на улице Симферопольская (современный адрес — ул. Свердлова, 3) не сохранился. В этот период он создаёт множество рисунков (карандаш, акварель, сепия) и картин. Центральное произведение о крымской природе — большая картина «В Крымских горах» (1873, Третьяковская галерея). В Крыму Васильев написал и значительные картины, посвящённые природе севера: «Утро», «Заброшенная мельница», «Болото в лесу. Осень» (1873), «Мокрый луг» (1872, Третьяковская галерея). Художник работал много и напряжённо, порой в ущерб лечению. Это не способствовало выздоровлению и привело к трагическому концу.
Почётный вольный общник Академии художеств (с 1873).
Ф. А. Васильев скончался 24 сентября (6 октября) 1873 года в Ялте. Могила находится там же, на Поликуровском кладбище.

## Галерея

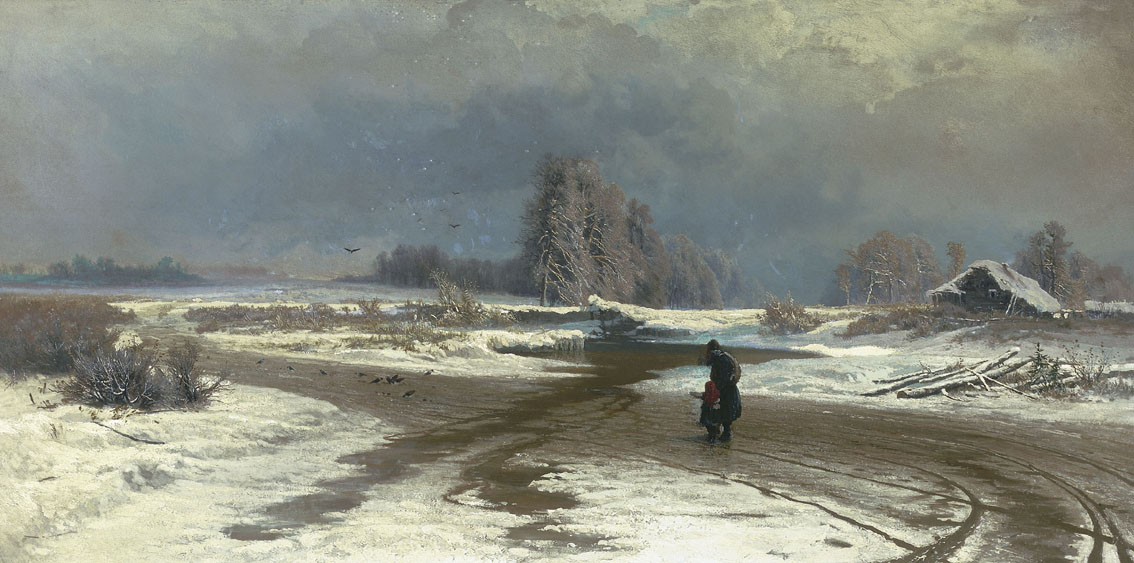
Оттепель, 1871
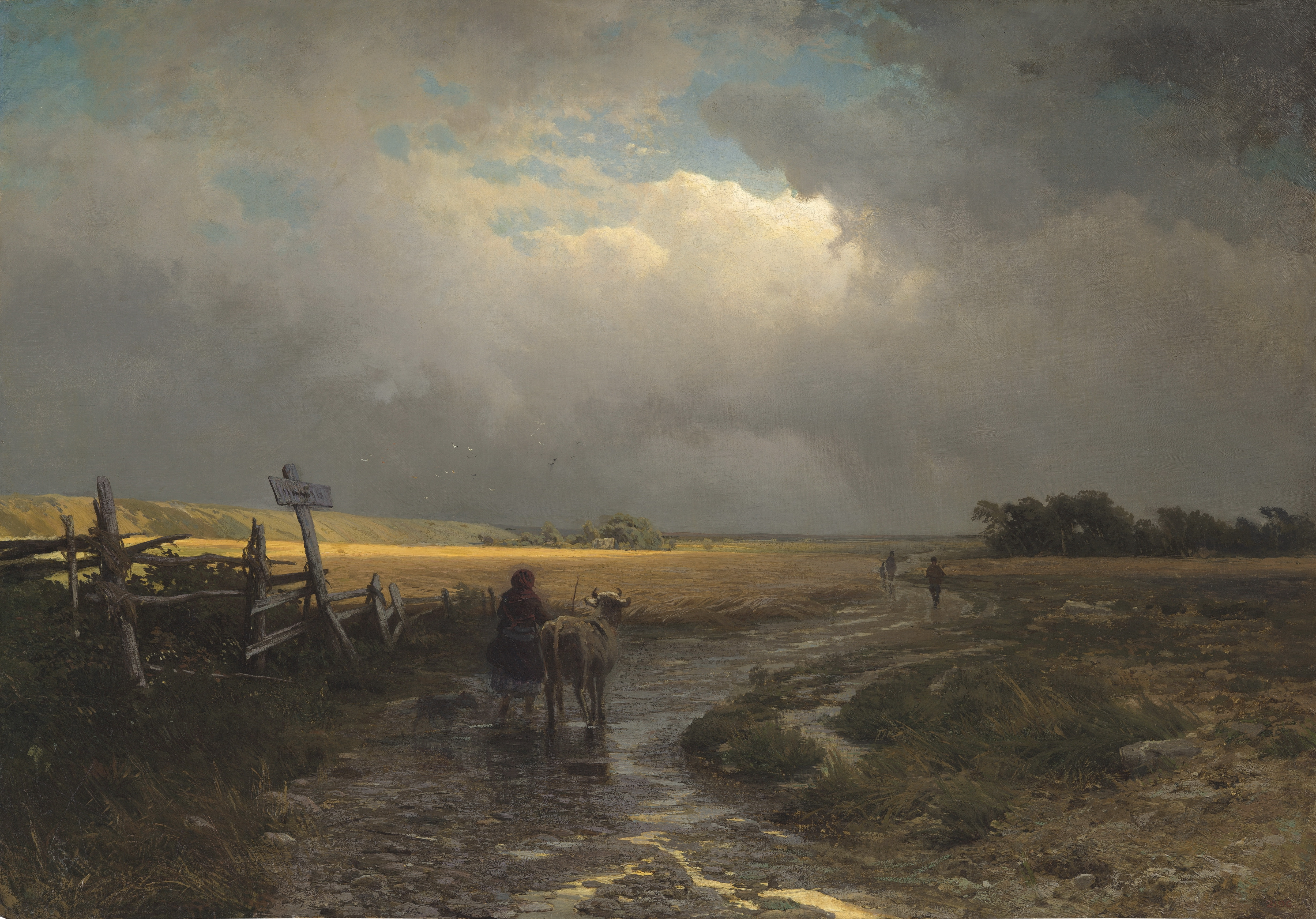
После дождя. Проселок. 1867—1869
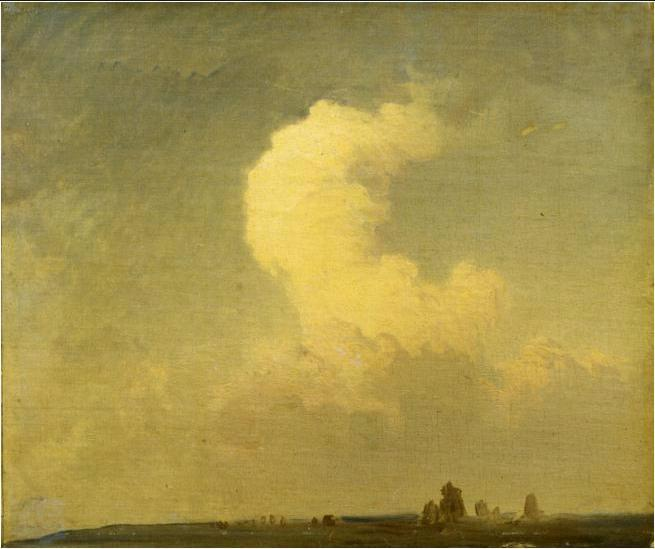
Кучевое облако. 1860
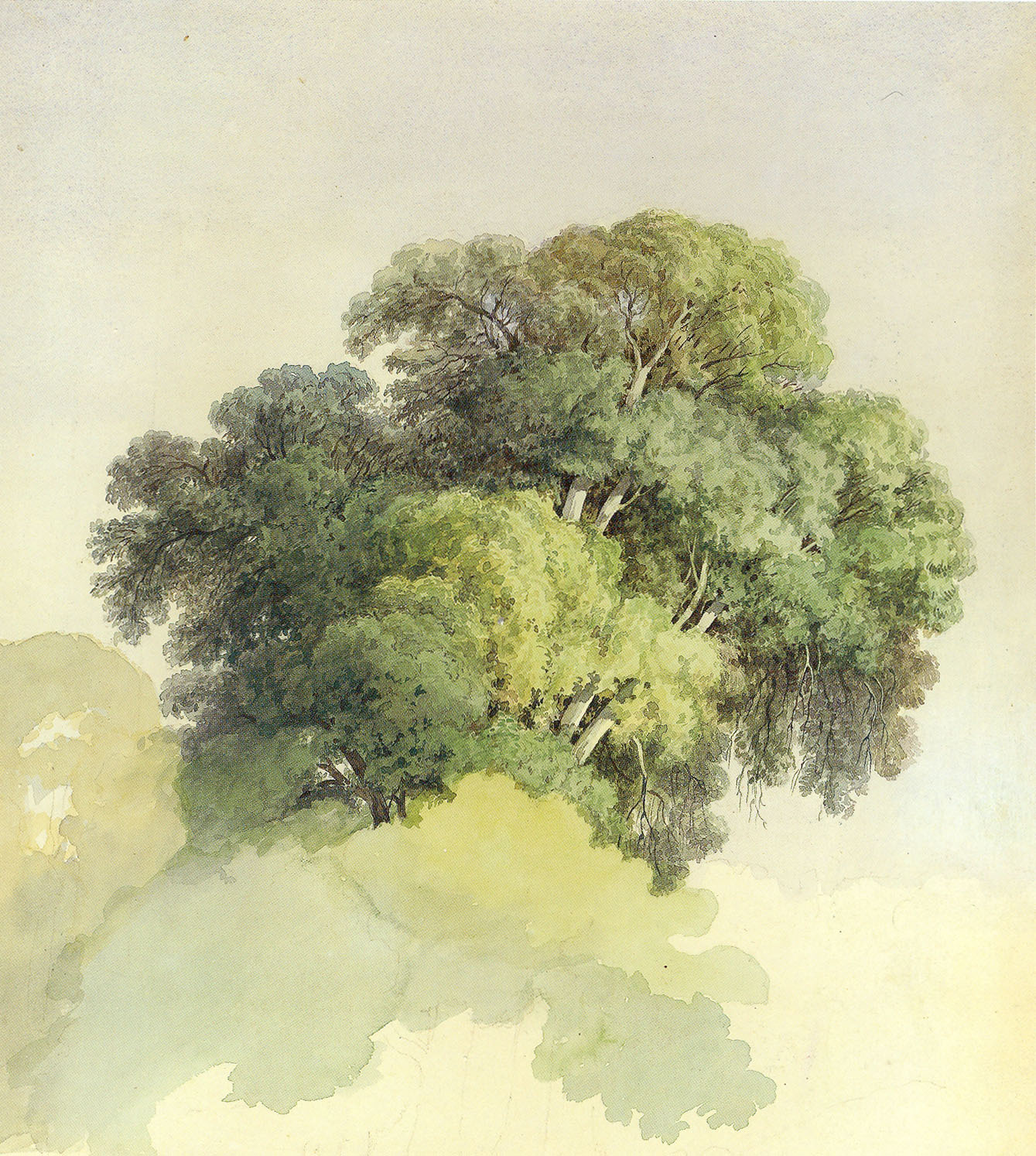
Кроны деревьев. 1867
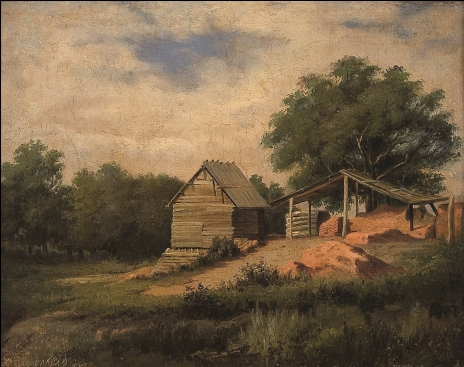
Кирпичный завод. 1869. Национальный музей искусств Азербайджана (Баку)
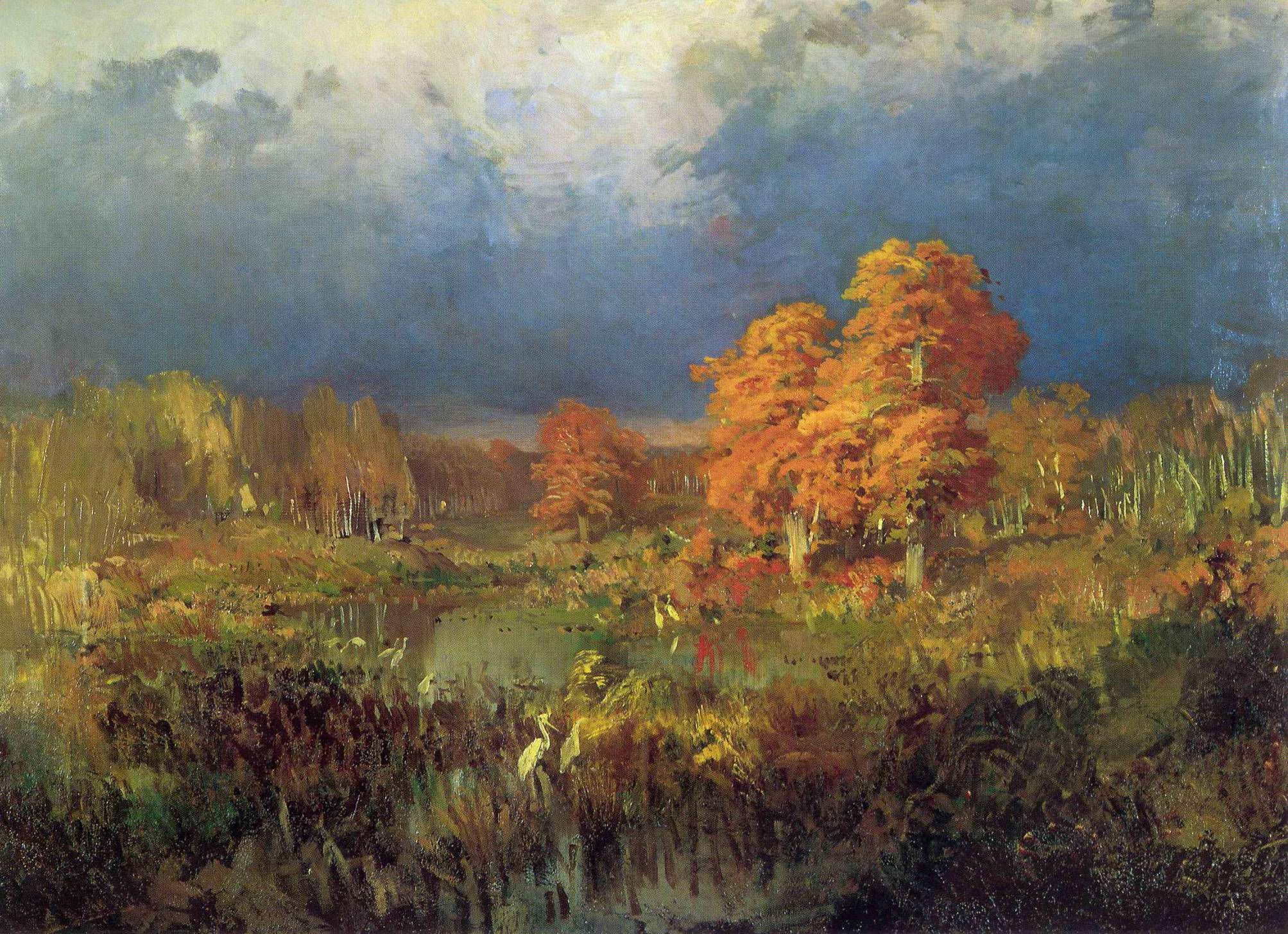
Болото в лесу. Осень. 1873
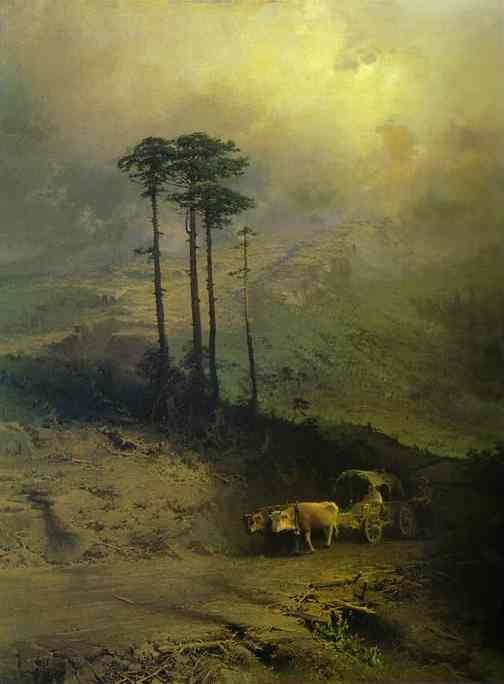
В Крымских горах, 1873

## Память

Памятник-бюст в Ялте
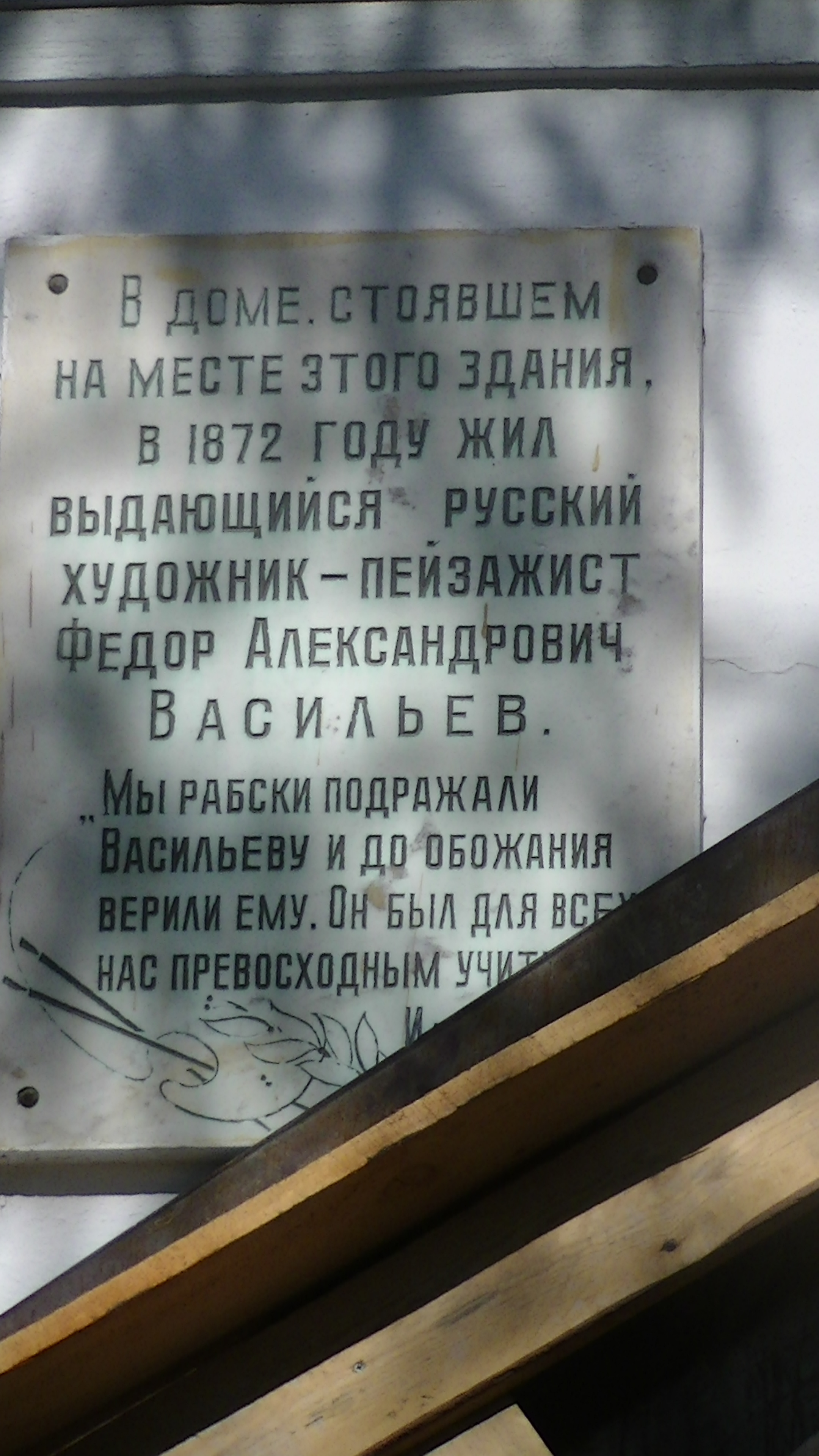
Мемориальная доска художнику в Ялте
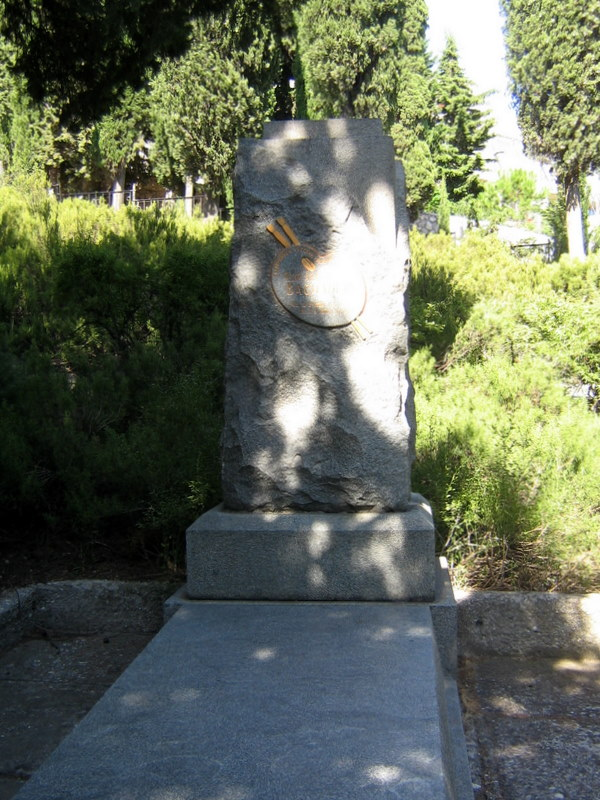
Могила художника в Ялте на Поликуровском кладбище
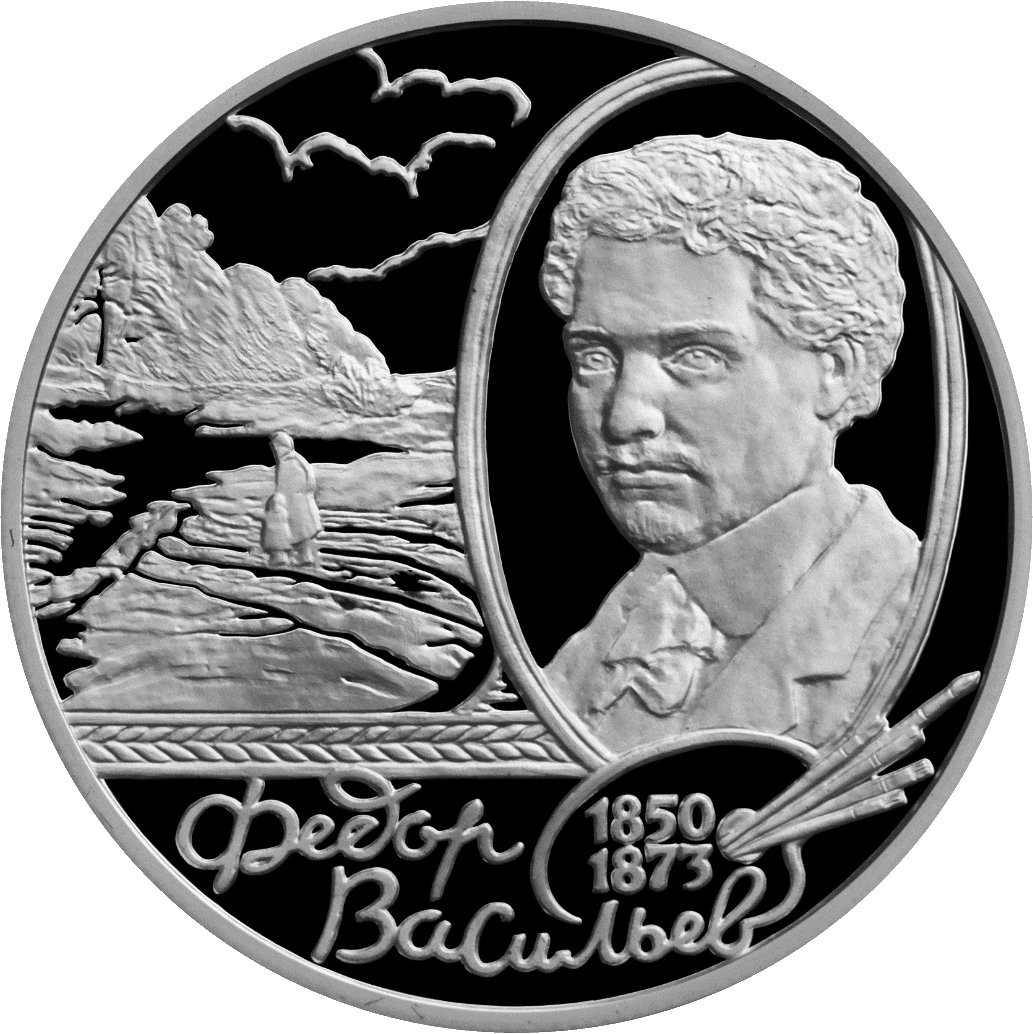
Памятная монета Банка России, посвящённая 150-летию со дня рождения Ф. А. Васильева. 2 рубля, серебро, 2000 год
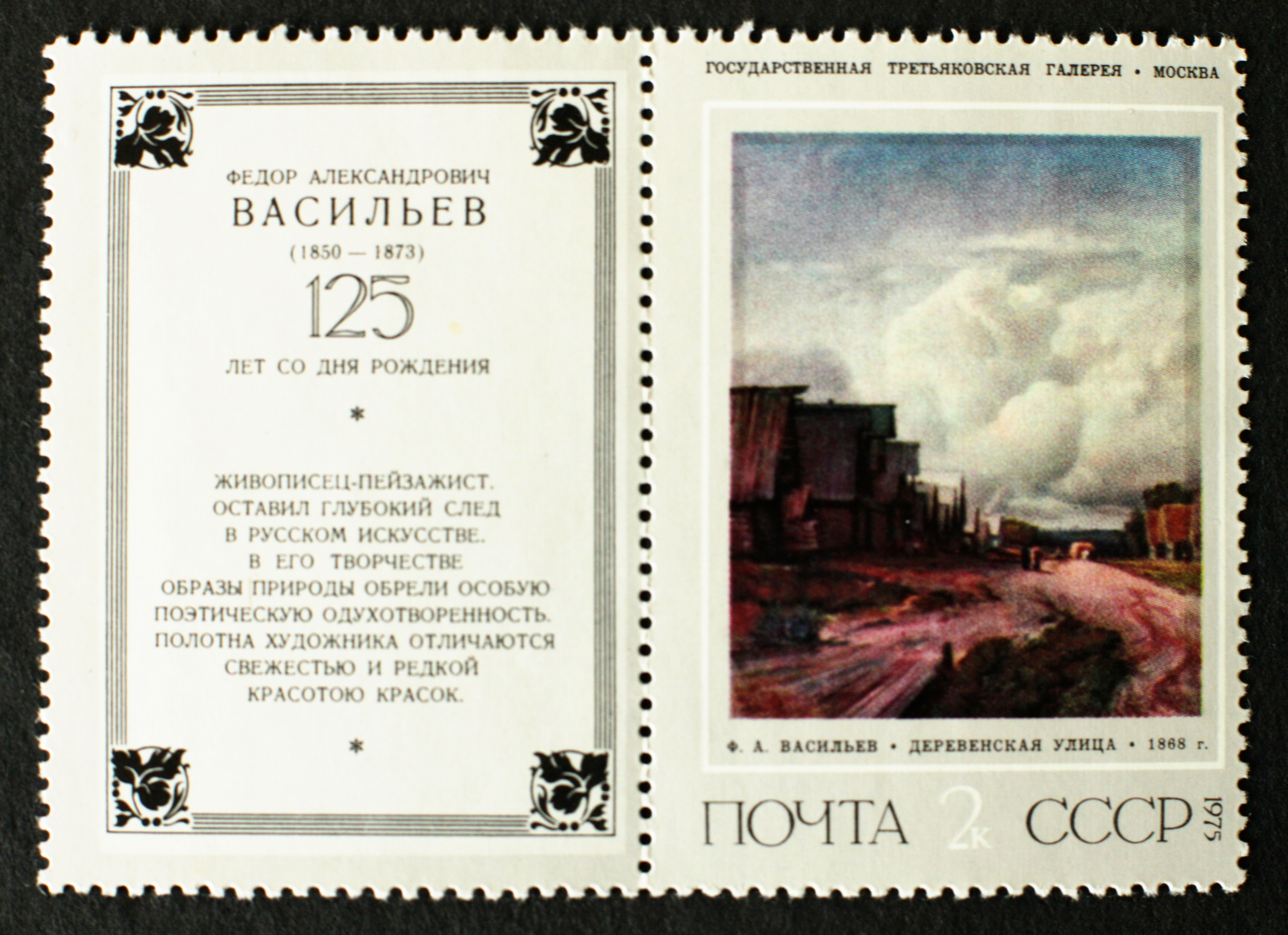
Картина «Деревенская улица» на почтовой марке СССР 1975 года.
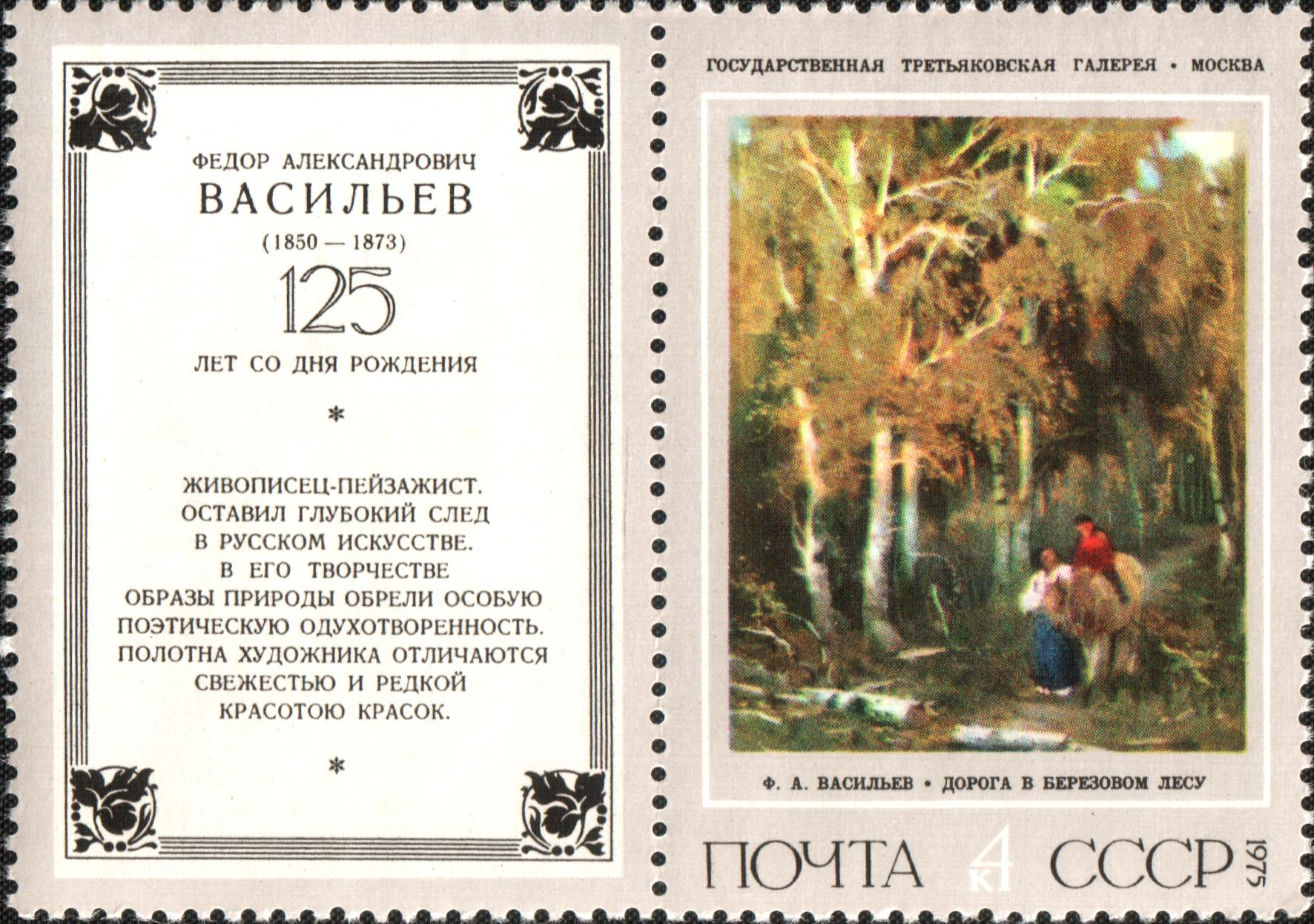
Картина «Дорога в берёзовом лесу», на почтовой марке СССР 1975 года.
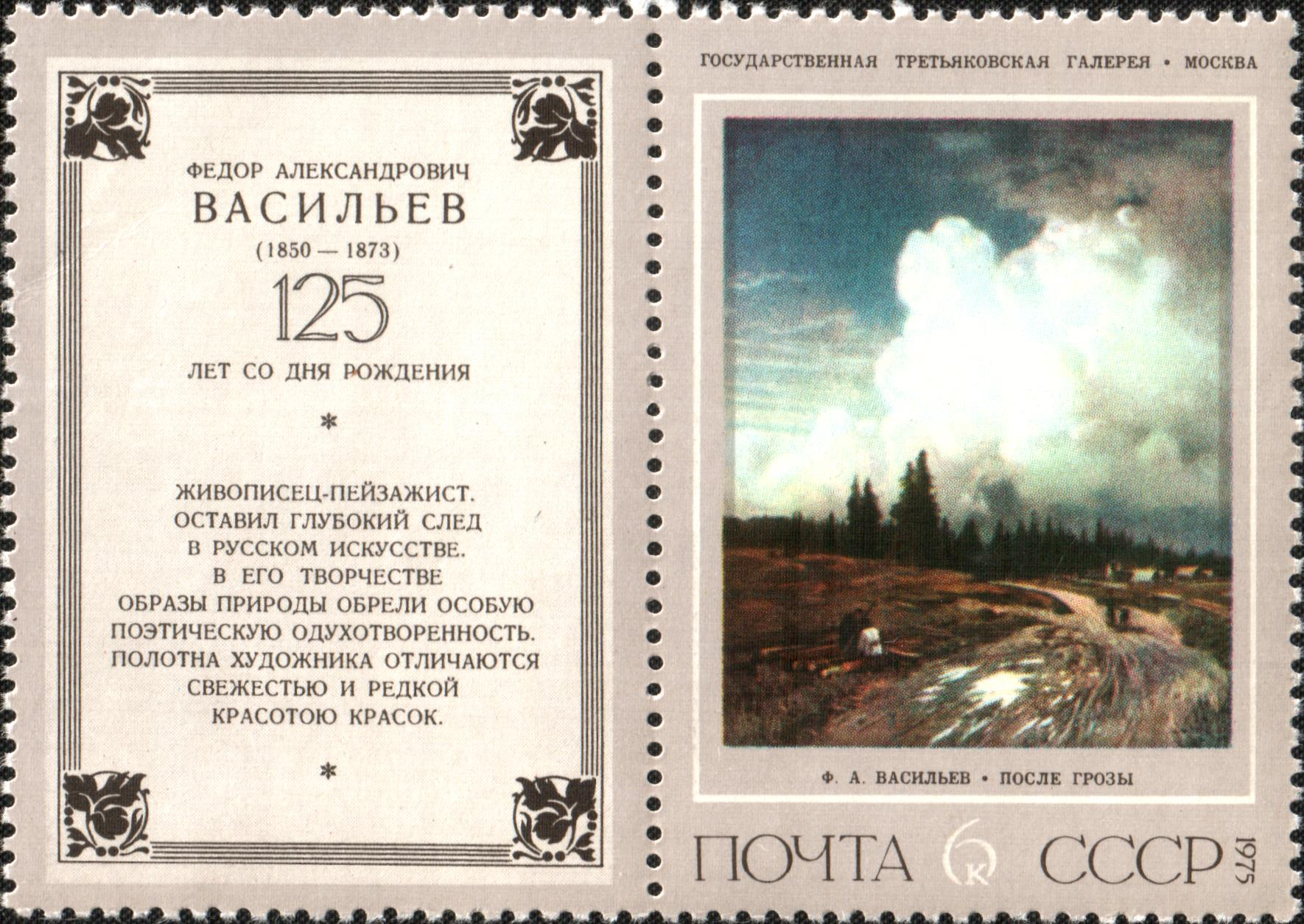
Картина «После грозы», на почтовой марке СССР 1975 года.
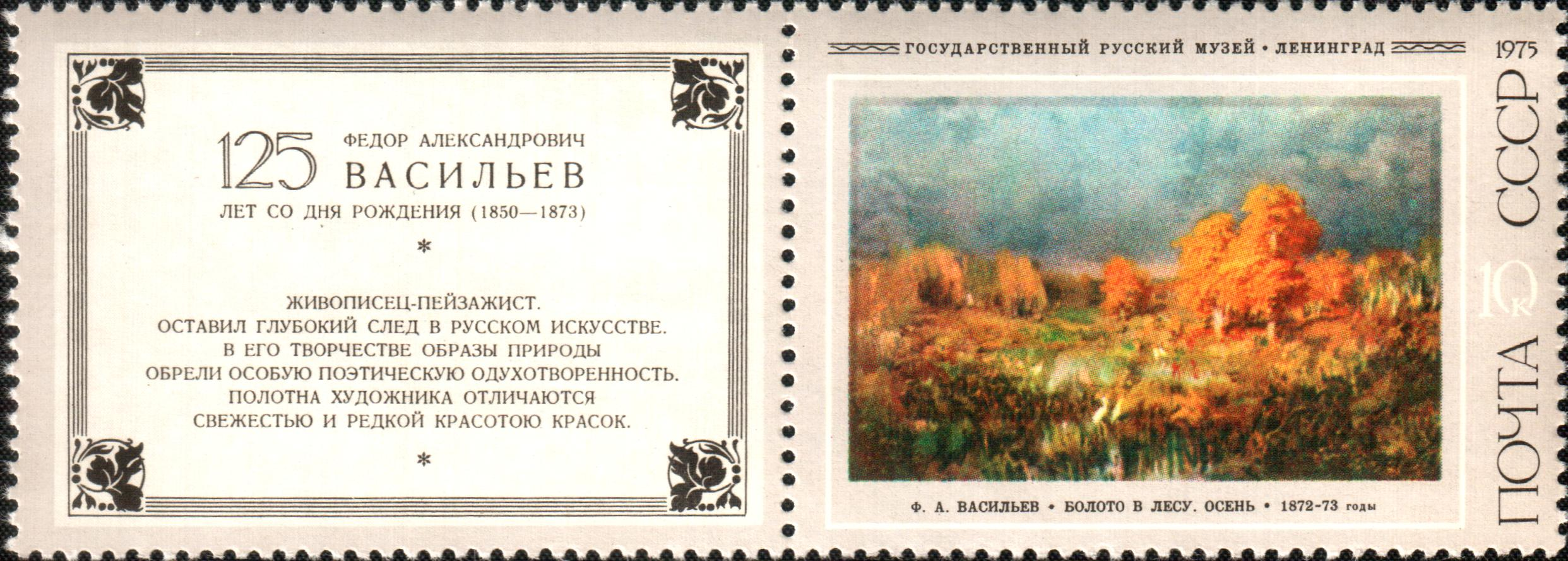
Картина «Болото в лесу. Осень», на почтовой марке СССР 1975 года.
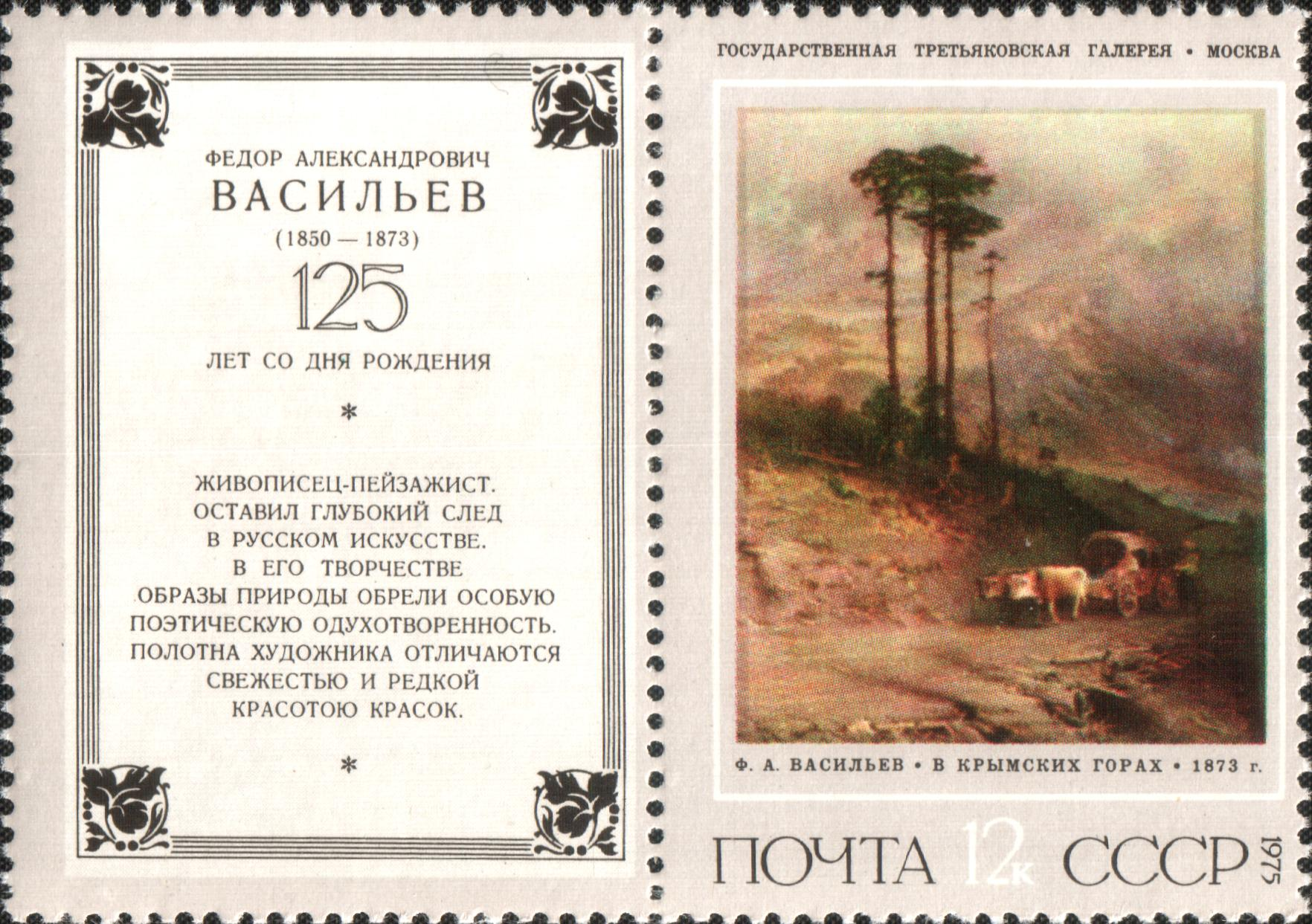
Картина «В крымских горах», на почтовой марке СССР 1975 года.
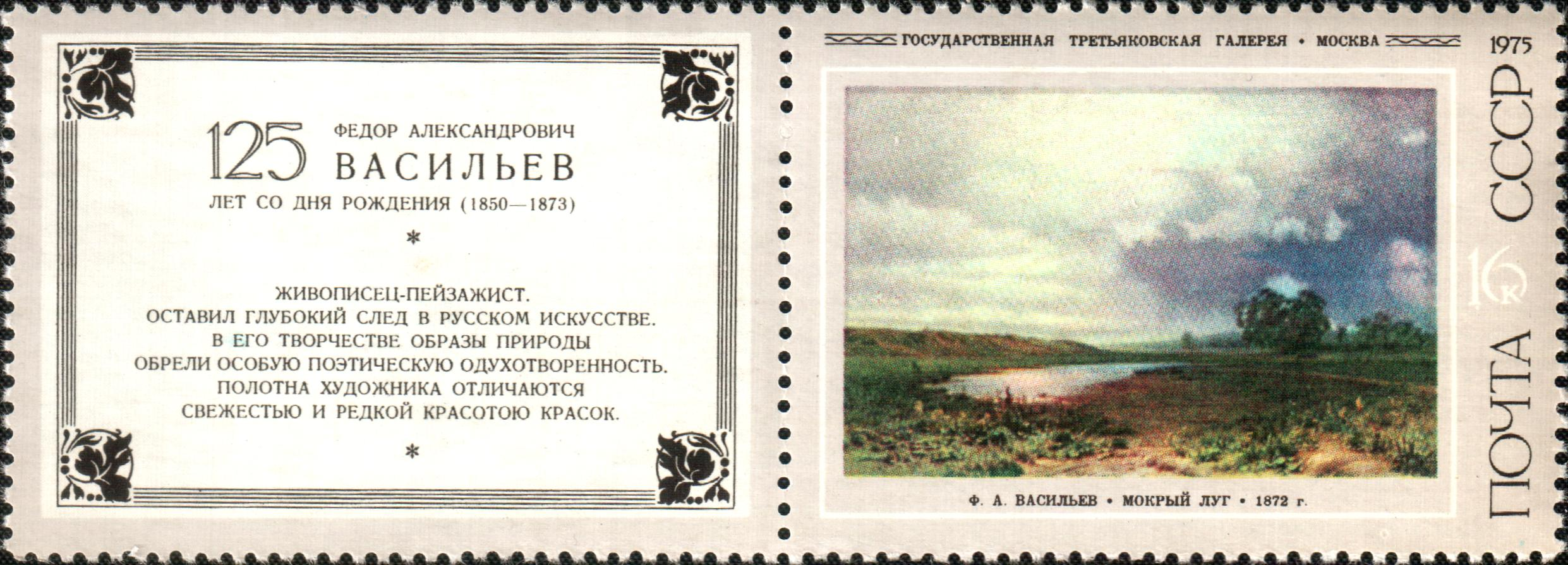
Картина «Мокрый луг», на почтовой марке СССР 1975 года
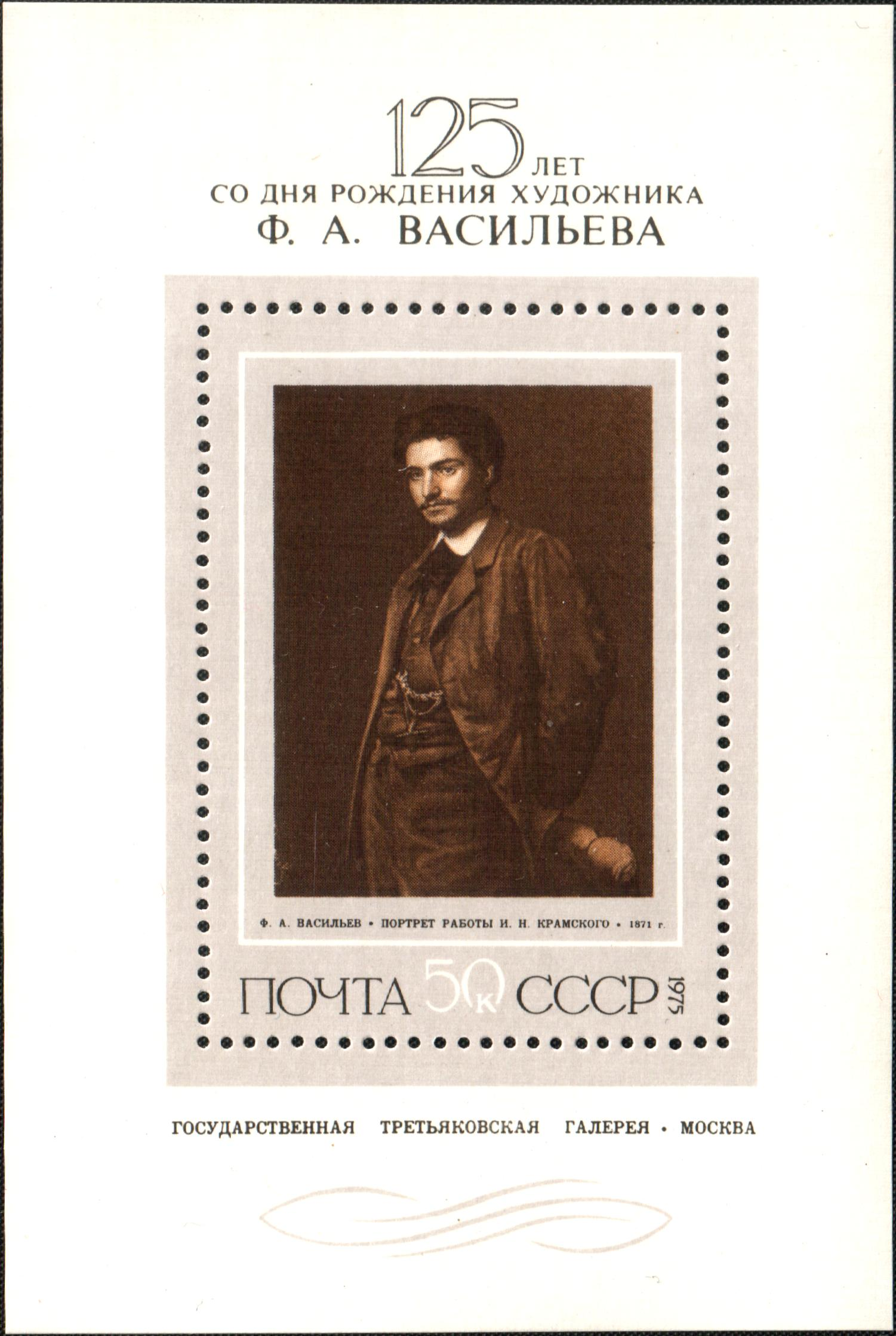
Ф. А. Васильев. Портрет работы Крамского.